# I Wish I Was Queer So I Could Get Chicks
"I Wish I Was Queer So I Could Get Chicks" je treći singl američkog rock sastava Bloodhound Gang s njihovog drugog studijskog albuma One Fierce Beer Coaster. Objavljen je 1997., a njegov producent je Jimmy Pop.

## O pjesmi
U pjesmi, pjevač sastava Jimmy Pop, na satiričan način govori kako bi htio biti homoseksualac, zbog stereotipnog vjerovanja da ih žene više vole zbog toga što bolje izgledaju, i jer su profinjeniji. Također, kaže kako bi tada vjerojatno radio u modnoj industriji, gdje bi upoznao mnoge super modele. 
U spotu, Jimmy Pop i Evil Jared Hasselhoff glume voditelje gej talk showa, u kojem ugošćuju Lupusa Thundera i DJ Q-Balla (također članove sastava). 